# Gălăbovo
Gălăbovo (búlgaro:Гълъбово) é uma cidade da Bulgária, localizada no distrito de Stara Zagora. A sua população era de 8,404 habitantes segundo o censo de 2010.

## População
| Gălăbovo | Gălăbovo | Gălăbovo | Gălăbovo | Gălăbovo | Gălăbovo | Gălăbovo | Gălăbovo | Gălăbovo | Gălăbovo | Gălăbovo | Gălăbovo | Gălăbovo | Gălăbovo | Gălăbovo | Gălăbovo | Gălăbovo | Gălăbovo | Gălăbovo | Gălăbovo |
| --- | -------- | -------- | -------- | -------- | -------- | -------- | -------- | -------- | -------- | -------- | -------- | -------- | -------- | -------- | -------- | -------- | -------- | -------- | -------- |
| Ano | 1887     | 1910     | 1934     | 1946     | 1956     | 1965     | 1975     | 1985     | 1992     | 2001     | 2002     | 2003     | 2004     | 2005     | 2006     | 2007     | 2008     | 2009     | 2010     |
| População |          |          |          | …        | …        | 9,087    | 9,596    | 10,484   | 9,507    | 9,183    | 9,166    | 9,021    | 8,893    | 8,751    | 8,615    | 8,557    | 8,524    | 8,462    | 8,404    |
| Fontes: Instituto Nacional de Estatísticas, „citypopulation.de“, „pop-stat.mashke.org“, Bulgarian Academy of Sciences |          |          |          |          |          |          |          |          |          |          |          |          |          |          |          |          |          |          |          |